# くらべる!世界なんでも勢力図
『くらべる!世界なんでも勢力図』（くらべる せかいなんでもせいりょくず）は、2010年8月22日 16:05 - 17:20 （JST）にフジテレビ系列で放送された関西テレビ製作のバラエティ特別番組。

## 概要
この特番は、独自調査によって得た世界中のあらゆる教養情報を基に「全世界No.1の○○の勢力図」を作成。特集するテーマごとに各国の「勢力の強さ」を測り、それらをランキング形式で紹介していた。

## 出演者

### 司会
- 田村淳（ロンドンブーツ1号2号）

### アシスタント
- LIZA

### ゲストパネラー
- 石田純一
- 麻木久仁子
- 有吉弘行
- 藤森慎吾（オリエンタルラジオ）
- 中田敦彦（オリエンタルラジオ）
- 柳原可奈子

### VTR出演
- あべこうじ - 「薄毛調査員」として出演。
- さかなクン
- ユージ - 「マック調査員」として出演。
- テレンス・リー
- 井上和彦

### ナレーター
- 平井誠一

## 取り上げた勢力ランキング

### カラダ
| 順位 | 男性の身長が高い国 | 太った人が多い国 | 美人が多い国 | 整形する人が多い国 | 薄毛の男性が多い国 |
| ---- | ------------------ | ---------------- | ------------ | ------------------ | ------------------ |
| 1位  | オランダ           | ナウル           | ベネズエラ   | アメリカ           | チェコ             |
| 2位  | デンマーク         | ミクロネシア連邦 | アメリカ     | ブラジル           | スペイン           |
| 3位  | アイスランド       | クック諸島       | インド       | 中国               | ドイツ             |
| 4位  | スウェーデン       | トンガ           | ブラジル     | インド             | フランス           |
| 5位  | ノルウェー         | ニウエ           | プエルトリコ | メキシコ           | イギリス           |

### お金
| 順位 | 平均年収が高い国 | 10億ドル以上の資産を持つ大富豪が多い国 | 国家予算が高い国 | 税金が高い国     | 軍事予算が高い国 |
| ---- | ---------------- | -------------------------------------- | ---------------- | ---------------- | ---------------- |
| 1位  | ノルウェー       | アメリカ                               | アメリカ         | デンマーク       | アメリカ         |
| 2位  | ルクセンブルク   | 中国                                   | 日本             | アイスランド     | 中国             |
| 3位  | デンマーク       | ロシア                                 | ドイツ           | ニュージーランド | フランス         |
| 4位  | スイス           | ドイツ                                 | フランス         | スウェーデン     | イギリス         |
| 5位  | スウェーデン     | インド                                 | イギリス         | ノルウェー       | ロシア           |

### 男と女
| 順位 | 男女の営み回数が多い国 | 女性が晩婚の国 | 離婚率が高い国        |
| ---- | ---------------------- | -------------- | --------------------- |
| 1位  | ギリシャ               | ジャマイカ     | ロシア                |
| 2位  | ブラジル               | ドミニカ共和国 | ウルグアイ            |
| 3位  | ポーランド             | スウェーデン   | ウクライナ            |
| 4位  | ロシア                 | ノルウェー     | モルドバ              |
| 5位  | インド                 | バルバドス     | ベラルーシ リトアニア |

### 動物
| 順位 | 動物園が多い国 | 動物の絶滅危倶が多い国 | パンダが多い国 | 犬の原産数が多い国 |
| ---- | -------------- | ---------------------- | -------------- | ------------------ |
| 1位  | アメリカ       | アメリカ               | 中国           | イギリス           |
| 2位  | イギリス       | オーストラリア         | アメリカ       | フランス           |
| 3位  | ドイツ         | インドネシア           | 日本           | ドイツ             |
| 4位  | 日本           | メキシコ               | タイ メキシコ  | アメリカ           |
| 5位  | フランス       | マレーシア             | －             | ロシア             |

### 食べ物
| 順位 | 牛肉をたくさん食べる国 | お米をたくさん食べる国 | 魚介類をたくさん食べる国 | マクドナルド |
| ---- | ---------------------- | ---------------------- | ------------------------ | ------------ |
| 1位  | アルゼンチン           | ブルネイ               | モルディブ               | アメリカ     |
| 2位  | オーストラリア         | ベトナム               | アイスランド             | 日本         |
| 3位  | ルクセンブルク         | ラオス                 | キリバス                 | カナダ       |
| 4位  | アメリカ               | バングラデシュ         | セーシェル諸島           | ドイツ       |
| 5位  | ブラジル               | ミャンマー             | 日本                     | イギリス     |

## スタッフ
- 構成：大井洋一、山際良樹、中川ゆーすけ、デーブ八坂
- リサーチ：喜多あおい、高橋直子
- TD・SW：佐々木信一
- CAM：寺本和美
- VE：小野寺毅
- 音声：近藤崇弘
- 照明：岸本直樹
- バーチャル：道上智成
- 美術プロデューサー：柴田慎一郎
- デザイン：坪田幸之
- 美術進行：森健彦
- 大道具：浅見大
- 操作：松尾淳
- メイク：大高里絵
- 電飾：井野岡利保
- アクリル装飾：石橋誉礼
- CG：山口大樹
- 音響効果：西野有彦
- TK：高木美紀
- スチル：桂修平
- 編集・MA：共同エディット
- 技術協力：共同テレビジョン、FLT、レモンスタジオ、ヴイ・ビジョンスタジオ
- 美術協力：フジアール
- ロケコーディネート：zazou productions、グレコ国際協力
- 衣裳協力：HOBY、DIET BUTCHER SLIM SKIN
- 映像協力：オランダ政府観光局、NHK、アイスランド大使館、アフロ、Operu、ソート・エクイティ・モーション、株式会社あだち、環境省、高知新聞社、環境省対馬野生生物保護センター、日本犬保存会、株式会社ユーラシア旅行社、甲斐犬源友会事務局、ocregister.com、EPA/時事
- ロケ協力：ミリタリーBar、HEAD SHOT
- 編成：南知宏
- 宣伝：豊増雄
- AD：植原脩、名古屋菜月、佐々木麻衣
- AP：今井真木子
- ディレクター：安井章浩、小林稔、松原綾子、松村耕平
- 総合演出：坂田佳弘
- プロデューサー：中畠義之
- チーフプロデューサー：小寺健太
- 制作著作：関西テレビ